# Rothia alluandi
Rothia alluandi är en fjärilsart som beskrevs av Paul Mabille 1897. Rothia alluandi ingår i släktet Rothia och familjen nattflyn. Inga underarter finns listade.